# Paradelia trigonaloides
Paradelia trigonaloides är en tvåvingeart som beskrevs av Griffiths 1987. Paradelia trigonaloides ingår i släktet Paradelia och familjen blomsterflugor. Inga underarter finns listade i Catalogue of Life.